# Reef Engineering

Caribbean Cub

Reef Engineering war ein britischer Hersteller von Automobilen.

## Unternehmensgeschichte
John Crosthwaite, der zuvor für Reliant tätig war, gründete 1976 das Unternehmen in Lichfield in der Grafschaft Staffordshire. Er begann mit der Produktion von Automobilen. Ab 1981 entstanden auch Kits. Der Markenname lautete Caribbean. 1983 endete die Produktion. Viele Fahrzeuge wurden nach Barbados und auf die Seychellen exportiert. Insgesamt entstanden etwa 46 Bausätze sowie eine unbekannte Anzahl an Fertigfahrzeugen.

## Fahrzeuge
Die Basis bildete in vielen Fällen das Fahrgestell von Reliant Kitten und Reliant Fox sowie deren Vierzylindermotor. In einigen Fällen wurde ein separater Leiterrahmen sowie Teile vom Reliant Robin verwendet. Die Karosserie bestand aus Fiberglas. Der Cub war ein viersitziger Strandwagen und der Cob ein zweitüriger Pick-up.